# Schizonotinus kerketa
Schizonotinus kerketa är en insektsart som först beskrevs av Boris Petrovich Uvarov 1917.  Schizonotinus kerketa ingår i släktet Schizonotinus och familjen vårtbitare. Inga underarter finns listade i Catalogue of Life.